# James A. Owen
James A. Owen – amerykański pisarz, grafik i wydawca. Mieszka w Silvertown w Arizonie.

## Życiorys
W latach 90. Owen znany był głównie jako twórca serii 24 komiksów fantasy Starchild, wydawanych przez założone przez niego w 1992 roku wydawnictwo Taliesin Press. W roku 1995 wydawnictwo Taliesin Press zmieniło nazwę na Coppervale International.
Na początku XXI wieku, w Niemczech, popularność zdobył sobie jego cykl powieści fantasy, wydawany pod nazwą Kai Meyers Mythenwelt; w 2003 pierwsza część cyklu, Die ewige Bibliothek, została nominowana do nagrody Phantastik Preis w kategorii „powieść zagraniczna”.
W 2006 Owen opublikował Here, There Be Dragons, pierwszy tom fantastycznego cyklu Kroniki Imaginarium Geographica. Prawa do ekranizacji wykupiła wytwórnia Warner Brothers; film ma trafić na ekrany w 2008. W Polsce książka została wydana pod tytułem Tu żyją smoki (2008).

### FabułaTu żyją smoki
Książka rozpoczyna się w Londynie podczas I wojny światowej. Trzech przyjaciół, John, Jack i Charles, wyrusza w podróż po świecie mitów i baśni, którego atlas nosi nazwę „Imaginarium Geographica”. Podróż ta sprawi, że wszyscy trzej zostaną autorami powieści fantastycznych; pod koniec książki okazuje się, że John to John R.R. Tolkien, Jack to Clive Staples Lewis, zaś Charles to Charles Williams, w rzeczywistości przyjaciele i członkowie nieformalnego klubu literackiego „Inklingowie”. Tu żyją smoki zawiera wiele nawiązań do ich twórczości.

## Wybrana twórczość[5]
- 1986 Pryderi Terra Book One: Awakening

### Starchild
- 0. 1993 Gatherum
- 1. 1992 Prologue: Markings and The Mad-Eyed Sorceror
- 2. 1992 Children of the Storm
- 3. 1993 That Hideous Strength
- 4. 1993 The Wild Hunt
- 5. 1994 Toccata and Fugue
- 6. 1994 Autumn People
- 7. 1994 The Old Mill
- 8. 1994 A Fine Madness
- 9. 1994 Fool's Game
- 10. 1994 Spirits in a Material World
- 11. 1994 Tempest in a Looking Glass
- 12. 1994 Awakening
- 1995 Awakenings (kompilacja wcześniejszych książek serii)

### Starchild: Crossroads
- 1. 1995 The Weaver's Tale
- 2. 1996 The Innkeeper's Tale
- 3. 1996 The Wanderer's Tale
- 4. 1997 The Bard’s Tale

### Starchild: Mythopolis
- 0. 1997 Prologue
- 1. 1997 Pinehead, Part 1
- 2. 1997 Pinehead, Part 2
- 3. 1998 Pinehead, Part 3
- 4. 1998 Fisher King, Part 1

### Starchild: Mythopolis II
- 2007 Volume One
- 2008 (zapowiedź) Volume Two

### Kai Meyers Mythenwelt (DE)
- 1. 2002 Die ewige Bibliothek
- 2. 2003 Der unsichtbare Mond
- 3. 2004 Der zeitlose Winter
- 4. 2004 Die verschollene Symphonie

### Kroniki Imaginarium Geographica
- 1. 2006 Here, There Be Dragons (polskie wydanie 2008 Tu żyją smoki)
- 2. 2008 The Search for the Red Dragon (polskie wydanie 2008 Powrót „Czerwonego Smoka”)
- 3. 2008 The Indigo King (polskie wydanie 2009 Król Indygo)
- 4. 2009 The Shadow Dragons (polskie wydanie 2010 Cienie Smoków)
- 5. 2010 The Dragon Disciple (polskie wydanie 2011 Uczeń smoka)
- 6. The Dragons of Winter (brak polskiego wydania)
- 7.The First Dragon (brak polskiego wydania)
- 8. The Dragon Knight (brak polskiego wydania)